# THE MUSIC DAY 2020 人はなぜ歌うのか?
『THE MUSIC DAY 2020 人はなぜ歌うのか?』（ザ・ミュージック・デイ 2020 ひとはなぜうたうのか?）は、日本テレビ系列で2020年9月12日 14:55 - 22:54（JST）に生放送された通算8回目の『THE MUSIC DAY』。

## 概要
2020年8月8日放送の『嵐にしやがれ』の番組終盤で発表された。総合司会は前年に引き続き櫻井翔が、進行は羽鳥慎一と水卜麻美（日本テレビアナウンサー）が務める。
『THE MUSIC DAY』は例年7月上旬の放送となるが、新型コロナウイルスによる影響で例年より遅い時期となる9月12日に放送された。

## 出演者

### 総合司会
- 櫻井翔

### 進行
- 羽鳥慎一
- 水卜麻美（日本テレビアナウンサー）

### NEXTゲート
- バカリズム
- 滝菜月（日本テレビアナウンサー）

### 出演アーティスト
幕張メッセ・イベントホール
- 嵐
- ［Alexandros］
- 石川ひとみ
- 瑛人
- AKB48
- エレファントカシマシ
- KAT-TUN
- 加藤ミリヤ
- 関ジャニ∞[注 1]
- Kis-My-Ft2
- King & Prince
- 欅坂46
- 駒津柚希
- 小柳ゆき
- 三代目 J SOUL BROTHERS from EXILE TRIBE
- GENERATIONS from EXILE TRIBE
- ジャニーズWEST[注 2]
- Sexy Zone[注 3]
- 高橋由美子
- DA PUMP
- DISH//
- 東京スカパラダイスオーケストラ
- 中島美嘉
- 新田恵利
- NEWS
- Novelbright
- 乃木坂46
- Perfume
- 日向坂46
- V6
- Foorin
- 藤井フミヤ
- flumpool
- Hey! Say! JUMP
- MAX
- 松本まりか
- 三浦大知
- MIYAVI
- 宮本浩次
- 矢井田瞳
- 矢沢永吉
- 山崎まさよし
- LiSA
- 渡辺美奈代

韓国・ソウル
- SEVENTEEN
- TOMORROW X TOGETHER
- NiziU
- BTS

事前収録（幕張メッセ・イベントホール）
- いきものがかり

恋するオトナ女子メドレーMC（幕張メッセ・イベントホール）
- SHELLY
- 指原莉乃

矢沢永吉 特別ドラマ
- 神尾楓珠（VTR出演）

裏配信・大魔王の部屋（幕張メッセ）
- 古坂大魔王
- 市來玲奈（日本テレビアナウンサー）
- しらスタ（ボイストレーナー）

ゲスト（幕張メッセ・イベントホール）
- 綾野剛
- 小泉孝太郎
- 近藤春菜（ハリセンボン）
- 高橋尚子
- 濱口優（よゐこ）・南明奈
- 堀江翔太・福岡堅樹（ラグビー選手・パナソニック ワイルドナイツ所属）

## スタッフ
- ナレーター：三村ロンド、林田尚親
- 技術統括：川合亮
- 美術統括：栗原純二
- ＜汐留本社 SVサブ＞
  - TD：天内理絵
  - SW：北折雅人、後村武
  - MIX：佐々木麗、清水秀明、榊原大輔
  - VE：三橋崇弘
  - TK・DSS：山際慎子、山岸由佳、神保よしみ、太田美沙、伊村佳恵
  - ECG：宮前芳恵、吉本江里菜、馬屋原彩咲、滝澤美奈子
  - VTR：奈良里美
  - ノンリニア：林田泉
  - AD：出野晧平、阪本唯、山本ゆかり
  - ディレクター：井上将司、蒲龍太郎、小松正樹
  - プロデューサー：藤井良記、本橋武夫
- ＜韓国中継＞
  - プロデューサー：藤本弘志、宮原耕一
  - ディレクター：橋村和幸
  - AP：山崎みみ
- ＜NiziU VTR企画＞
  - 演出：藤森和彦
  - プロデューサー：福島英人
  - ディレクター：島ノ江衣未
- ＜矢沢永吉スペシャルドラマ＞
  - 脚本：石原健次
  - AD：大杉悠介
  - ディレクター：増田貴也
  - プロデューサー：井上伸正
- ＜嵐にしやがれ総集編＞
  - ナレーター：立木文彦
  - AP：笹村啓太
  - AD：山本翔斗
  - ディレクター：黒石岳志、小田葉月
  - プロデューサー：大橋あり
- ＜幕張メッセイベントホール＞
  - 美術プロデューサー：滋田由布子
  - 美術デザイン：平岡真穂、浅田一花、米津成美
  - 舞台装置：尻無濱宏人、吉田友弘、長澤伸仁
  - 大道具：海老沼浩二、才原裕二
  - 小道具：伊沢英樹
  - アクリル装飾：松本健、山田隼人
  - 特効：内山栄一
  - 電飾：平ノ内厚夫、糸数青祥
  - 花飾：花香恭子
  - メイク：川上優香
  - レーザー：三嶋健治(二)
  - 楽器：佐藤継信
  - 総合TD：鈴木昭博
  - TD補：小澤郁彌
  - SW：吉田健治、鈴木健司
  - カメラ：福田伸一郎、矢作陽一
  - 特機：加藤卓也
  - VE：高橋卓、岩原正明
  - 音効：岡崎宏、西谷香澄
  - MIX：原秀彰、杉村理紗
  - PA：内藤甲斐
  - モニター：一由雄太、吉邑光司
  - 楽器リース：佐藤継信
  - 照明：谷田部恵美、小笠原雅登、鈴木亮
- 美術・技術協力：NiTRO、日テレアート、日放、共立、エス・アイ・エス、ネクシオン、タムコ、テックトラスト、ジャパンテレビ、東宝舞台、丸与デザインテック、中央宣伝企画、テルミック、三響社、ヤマモリ
- 映像協力：WOWOW
- 協力：DAM（第一興商）
- CGデザイン：古川滋彦、水落功真、大竹栄子、園田悠之佑、白鳥優莉
- デジタルコンテンツ展開：長島慎祐、松村優衣、小島健矢、藤澤美郷、鈴木佐武郎、島田栄子
- 協力：フォアキャスト・コミュニケーションズ
- 裏配信プロデューサー：宮太一
- 編成：齊藤久志
- 営業：有田和生
- 宣伝：細川恵里
- 制作協力：アガサス、AX-ON、いまじん、オフィス・ケーアール、ゴッドキッズ、ザ・ワークス、創輝、モスキート
- 運営：光岡裕子、脇阪真琴、鈴木涼介、南修太、山崎李奈、野崎遥香
- 幕張メッセプロデューサー：廣瀬由紀子、吉無田剛、合田伊知郎、前田直敬、國谷茉莉、渡邊文哉、吉田一浩
- 番組企画プロデューサー：高谷和男
- 構成：桜井慎一、桝本壮志、川上トリオ、木南広明、宮下勇二
- デスク：西端薫、小原麻実、岡田真美
- TK：桜井えみこ、田中彩
- AD：町田有、巻下歩夢、藤田安希、大戸絵里加、廣本諒介、窪彩花、久島拓也、池山愛奈、藁科啓、片岡明日香、鈴木詢乃、富永結貴
- FM：氣賀澤宏隆、佐々木万由子、加藤健太、田中もも
- 制作進行：斎籐寿
- AP：橋本隆、大塚明、山崎佑里子、北村桃子、和田裕子
- ディレクター：藤戸星妃、錦織信彦、稲元雅俊、庄司名衣、松本匡貴、西本幸平、渡辺邦宏、新井万季、廣瀬隆太郎、安達穣史、豊永満、諏訪裕紀、中川ゆりあ
- プロデューサー：宮崎慶洋、伊藤茉莉衣、貝山京子、矢野尚子、岩崎小夜子、森下典子、沢田健介、比嘉智樹、清千里、阿部聡
- 音楽演出：渡邉友一郎
- 演出：渡辺春佳
- 総合プロデューサー：江成真二
- 総合演出：清水星人
- チーフプロデューサー：川邊昭宏
- 製作著作：日本テレビ

## その他
- 視聴率はPart1・2・3でそれぞれ11.7%、14.9%、17.7%を記録した（ビデオリサーチ調べ、関東地区・世帯・リアルタイム）。番組全体の平均視聴率は歴代最高となる15.7%を記録した。
- 放送当日出演予定だったSEKAI NO OWARIは、DJ LOVEが発熱を伴う体調不良を訴えPCR検査をしたところ陰性確認されたが、大事を取って当日正午に出演辞退することを番組公式サイトで発表した。
- 今回も「裏配信★大魔王の部屋」がTikTok Liveと日本テレビの公式アプリ「LIVE PARK」にて同時配信された。
- 8個のスペシャルメドレーが行われた。今回は過去の音楽番組やライブコンサートからも楽曲映像を使用。メドレーのラインナップは「だから私は歌うメドレー」「恋するオトナ女子メドレー」「女性アイドルメドレー」「乃木坂46 小室哲哉名曲メドレー」「ダーリンメドレー」「ドラマ主題歌メドレー」「歌うたいメドレー」「ジャニーズカラオケヒット曲シャッフルメドレー（2部構成）」
- 日韓合同のグローバル・オーディションプロジェクト「Nizi Project」で選出されたアイドルグループNiziUが韓国から中継で初出演し、「Make you happy」をテレビ初歌唱した。
- トップバッター、大トリは共に嵐が務めた。

## 関連番組
- 嵐にしやがれ

当番組の総合司会を務める櫻井翔が嵐としてレギュラー出演していたバラエティ番組。